# Битва при Ла Рош-Дерьен
Битва при Ла-Рош-Дерьен (англ. Battle of La Roche-Derrien, фр. Bataille de La Roche-Derrien) была одной из битв Войны за бретонское наследство; она состоялась в ночь с 19 на 20 июня 1347 года между силами англичан и французов. Примерно 4-5 тысяч французских, бретонских и генуэзских наемников (самая большая армия, когда либо собранная герцогом Карлом Блуасским) осадили город Ла-Рош-Дерьен в надежде выманить сэра Томаса Дэгуорта, командующего единственной английской армии в Бретани в это время, на открытый бой.

## Предыстория
Карл де Блуа, в стремлении уничтожить ненавистных английских лучников, дал приказ установить четыре лагеря вокруг четырёх ворот города. Слабые частоколы были возведены, чтобы служить укрытием для его людей — он считал, что лучники не смогут убить того, кого не смогут увидеть. Герцог Карл отдал своим людям строгий приказ оставаться в своих палаточных городках, чтобы не быть легкой добычей для страшных лучников.

## Битва
Когда освободительная армия Дэгуорта, размером менее чем в четверть французских сил, прибыла в Ла-Рош-Дерьен, она атаковала восточный (главный) лагерь и попала в ловушку герцога Карла. Основные силы Дэгуорта были расстреляны из арбалетов с фронта и с тыла, и вскоре сам Дэгуорт был вынужден сдаться.
Герцог Карл, думая, что выиграл бой, и что Бретань была фактически его, ослабил свою охрану. Однако вылазка из города, состоящая в основном из горожан, вооруженных топорами и фермерскими орудиями, подошла к рядам Карла с тыла. Лучники и тяжеловооруженные всадники, оставшиеся с первого штурма, сплотились с городским гарнизоном чтобы сократить силы Карла. Карл был вынужден сдаться и был взят с целью получения выкупа.
Его строгий приказ своим командирам оставаться в своих палаточных городках оказался гибельным, так как английские силы смогли очистить каждый лагерь по одному.

## В культуре

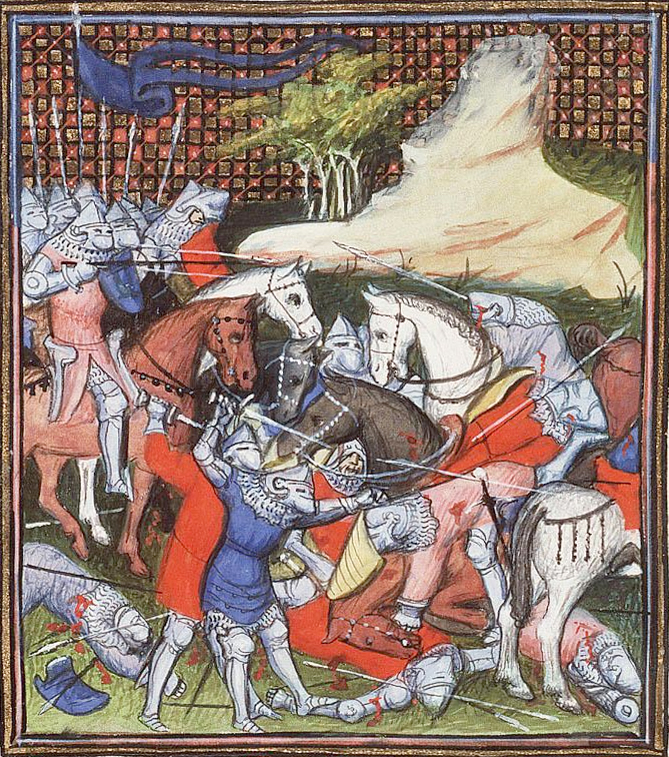
Иная версия взятия в плен Карла де Блуа

Эта битва упоминается в историческом романе Бернарда Корнуэлла «Скиталец», который является частью тетралогии «Поиски Грааля»; под этой битвой подразумевалась Столетняя война. Похожее можно найти в его книге «Арлекин», в которой англичане были нападавшими на город.